# Polyklorerade dibensodioxiner

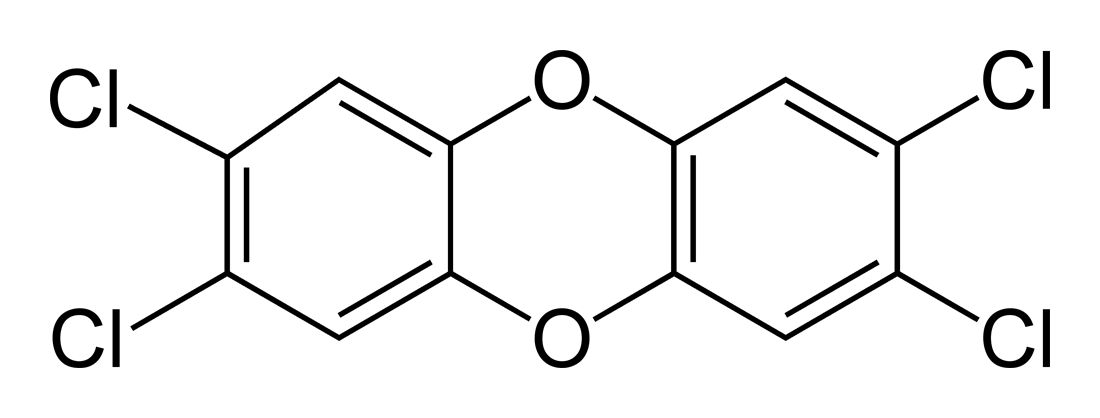
TCDD - 2,3,7,8-Tetraklordibenso[1,4]dioxin.

Polyklorerade dibensodioxiner är en kategori av kemiska föreningar omfattande klorerade derivat av dibenso-1,4-dioxin. Motsvarande derivat av dibensofuran, polyklorerade dibensofuraner, har liknande egenskaper. Totalt finns 210 olika kemiska föreningar i kategorin. I massmedier och miljödebatt används ofta termen "dioxin" eller "dioxiner" om föreningarna. Normalt avses någon av de ca 10 av dessa föreningar i kategorin som är mycket giftiga, bland annat TCDD som är ett av de starkaste gifterna man känner till (av alla xenobiotika kemikalier). De är upptagna av Stockholmskonventionen och räknas till långlivade organiska föroreningar.

## Framställning
Polyklorerade dibensodioxiner bildas som biprodukt i små mängder vid många kemiska processer, t.ex. vid plastförbränning, och är mycket farliga miljögifter. Det finns således ingen avsiktlig framställning av dessa ämnen, som alltid uppstår som en oönskad biprodukt vid förbränningsreaktioner. 

## Hälsoeffekter
Människan kan få i sig polyklorerade dibensodioxiner i låga doser genom fettrik mat och animaliska produkter, i synnerhet fet havsfisk. Små mängder tycks kroppen dock kunna hantera utan komplikationer. Dock anger Livsmedelsverket att barn och fertila kvinnor inte ska äta strömming, öring och vildfångad lax från till exempel Östersjön, Vänern eller Vättern, eller sik från Vänern och storröding från Vättern, mer än ett par gånger per år. Foster och barn är mer känsliga än andra för polyklorerade dibensodioxiner.
Polyklorerade dibensodioxiner lagras i kroppsfettet, och halveringstiden varierar beroende på typ av förening men kan vara mellan 7 och 20 år, t o m längre. Vid graviditet förs giftet över till fostret och senare via bröstmjölken, varför skador på foster och spädbarn är en av de allvarligare följderna; missfall är också en vanlig komplikation. Känsligheten varierar mycket beroende på djurart. I synnerhet marsvin tycks vara känsliga. 

### Förgiftningstillstånd
Förgiftning kan ge allvarliga hudskador (klorakne), försämrat immunförsvar, hormonstörningar, tumörer, mutationer och störningar på reproduktionssystemet. Hos foster och barn påverkar det, även i låga doser, hjärnans och nervsystemets utveckling, vilket kan yttra sig i beteendestörningar.
Sköldkörteln påverkas. Studier på kvinnor som varit gravida när de exponerats för kemikalien, har visat att de och barnen får lägre nivåer tyreoideahormoner och högre värden TSH (lägre ämnesomsättning). Påverkan på sköldkörtelstatus beror på att dioxiner kemiskt sett liknar tyreoideahormonerna. Detta innebär också att foster som utsätts för giftet kan få allvarliga neurologiska skador, eftersom tyreoideahormonerna är viktiga för utvecklingen av nervsystemet. Sköldkörtelstatus på den som förgiftas är också betydelsefullt i fråga om hur allvarliga konsekvenser giftet får.
Kända fall av förgiftningar av polyklorerade dibensodioxiner skedde under Vietnamkriget (Agent Orange), i Seveso 1976 efter en olycka i en kemifabrik, och 2004 under ett presidentval mot Ukrainas dåvarande oppositionsledare Viktor Jusjtjenko.
I Belgien år 1999 förgiftades 500 ton djurfoder med 50 kilogram polyklorerade bifenyler och ett gram polyklorerade dibensodioxiner i något som har kommit att kallas den belgiska dioxinincidenten. Denna till synes lilla mängd dioxiner ledde dock till att konsumenter exponerades för doser uppemot 200 gånger det normala.
I december 2008 kallade den irländska livsmedelsmyndigheten tillbaka alla grisar som slaktats efter 1 september, sedan det visat sig att ca 10 % av dem hade fått foder innehållande polyklorerade dibensodioxiner.